# Sorcerer's Apprentice
 (octobre 2019).
Si vous disposez d'ouvrages ou d'articles de référence ou si vous connaissez des sites web de qualité traitant du thème abordé ici, merci de compléter l'article en donnant les références utiles à sa vérifiabilité et en les liant à la section « Notes et références ».
Pour les articles homonymes, voir Sorcerer.
Sorcerer's Apprentice est un jeu vidéo de plate-forme développé et édité par Atari en 1983 sur Atari 2600.

## Système de jeu
Le but du jeu est de faire attraper par Mickey, l'apprenti sorcier de Fantasia, le plus d'étoiles possible et de les utiliser comme arme pour aider les balais à vider la caverne. Les étoiles collectées permettent aussi d'avoir des seaux supplémentaires. Mickey peut aussi attraper un balai pour l'éviter de tomber de l'escalier.